# Zasięg (programowanie)
Zasięg widoczności (ang. scope) – w programowaniu fragment programu (np. obszar lub blok kodu), z którym skojarzone są wartości lub wyrażenia (np. zmienne). Różne języki programowania posiadają różne rodzaje zasięgów widoczności.
Zasięgu najczęściej używa się do:
- kontrolowania cyklu życia zmiennych
- kontrolowania widoczności i dostępności zmiennych i stałych w obrębie programu
- implementacji hermetyzacji

Zasięgi mogą zawierać:
- deklaracje lub definicje identyfikatorów (np. zmiennych)
- instrukcje lub wyrażenia definiujące wykonywalny algorytm lub jego część
- inne, zagnieżdżone zasięgi

Przestrzeń nazw jest zasięgiem, który grupuje logicznie powiązane identyfikatory pod pojedynczym identyfikatorem nadrzędnym. W ten sposób zasięgi mogą wpływać na rozwiązywanie nazw w ich obrębie.
Zmienne są powiązane z zasięgami. Różne typy zasięgów wpływają na to, jak lokalne zmienne są wiązane. Ma to różne konsekwencje w zależności od tego, czy dany język programowania stosuje statyczne (leksykalne) czy dynamiczne zasięgi.